# 燃えよ!ピンポン
『燃えよ!ピンポン』（原題：Balls of Fury）は、卓球を主題とした2007年のアメリカ合衆国のスポーツ・アクション・コメディ映画である。邦題は『燃えよドラゴン』のパロディーだが、原題の『Balls of Fury』は『Fists of Fury』（邦題：ドラゴン怒りの鉄拳）のパロディとなっている。総製作費は約2500万ドル。

## あらすじ
ランディ・デイトナは過去に天才卓球少年として持て囃されていたが、88年のソウルオリンピックで苦い敗北を喫し、中年となった今は卓球曲芸で細々と生計を立てていた。そんなある日、彼は裏社会で極秘に行われる卓球世界大会への潜入捜査をFBIに命じられた。彼は盲目の老人卓球マスターに弟子入りし、中華料理の特訓を通じて心・技・体を鍛える。
努力が実り、出場権を獲得したランディは大会の詳細を知り驚愕する。大会には各国のメダリスト達が集い、敗者は殺害されるという恐るべきデスマッチ・トーナメントだったのだ。しかも大会の首謀者は、ランディの父を殺した男。父の敵討ちのために、そして過去の挫折を乗り越えるために、彼は再び金メダルを目指す。

## キャスト
※括弧内は日本語吹替
- ランディ・デイトナ - ダン・フォグラー（遠藤純一）
- 12歳のランディ - ブレット・デルブオノ（速水秀之）
- フェン - クリストファー・ウォーケン（谷口節）
- ロドリゲス - ジョージ・ロペス（楠大典）
- マギー・ウォン - マギー・Q（本田貴子）
- ワン師匠 - ジェームズ・ホン（伊井篤史）
- カール・ウルフシュターク - トーマス・レノン（青山穣）
- ピート・デイトナ軍曹 - ロバート・パトリック（ふくまつ進紗）
- フレディ・フィンガーズ・ウィルソン - テリー・クルーズ（長島真祐）
- ゲイリー - ディードリック・ベーダー（落合弘治）
- フェンの部下 - ケイリー＝ヒロユキ・タガワ
- シー・フー - ジェイソン・スコット・リー（西凜太朗）
- ドラゴン - ラ・ナ・シー
- マホガニー - アイシャ・タイラー
- ハマー - パットン・オズワルト
- カジノの劇場主リック - デヴィッド・ケックナー（多田野曜平）
- ジェフ - マシ・オカ

## スタッフ
- 監督：ロバート・ベン・ガラント
- 脚本：トーマス・レノン、ロバート・ベン・ガラント
- 卓球アドバイザー：ウェイ・ワン、ディエゴ・シャーフ